# Отрић
Отрић је насељено мјесто у општини Грачац, југоисточна Лика, Република Хрватска.

## Географија
Отрић је удаљен 20 км источно од Грачаца.

## Историја
Отрић се од распада Југославије до августа 1995. године налазио у Републици Српској Крајини. Током операције Олуја сви Срби су прогнани из Отрића а мјесто је запаљено. Жељезничка станица је укинута за путнички саобраћај, а потом је станична зграда разрушена и клесани камен са ње превезен у Далмацију.

## Становништво
Према попису становништва из 1991. године, Отрић је имао 142 становника, а 2001. године свега 6 становника. Према попису становништва из 2011. године, насеље Отрић је имало само 15 становника.
Српска презимена у Отрићу:
| Националност       | 1991. | 1981. | 1971. | 1961. |
| Срби               | 140   | 203   | 292   | 359   |
| Југословени        |       | 4     | 12    | 17    |
| Хрвати             |       |       |       |       |
| Македонци          |       |       | 2     |       |
| остали и непознато | 2     | 1     | 5     |       |
| Укупно             | 142   | 208   | 311   | 376   |

| Демографија | Демографија | Демографија |
| Година      | Становника  | Становника  |
| ----------- | ----------- | ----------- |
| 1961.       | 376         |             |
| 1971.       | 311         |             |
| 1981.       | 208         |             |
| 1991.       | 142         |             |
| 2001.       | 6           |             |
| 2011.       |             | 15          |

## Знамените личности
- Ђоко Вјештица, српски новинар